# Diocesi di Pia
La diocesi di Pia (in latino Dioecesis Piensis) è una sede soppressa e sede titolare della Chiesa cattolica.

## Storia
Pia, nell'odierna Tunisia, è un'antica sede episcopale della provincia romana dell'Africa Proconsolare, suffraganea dell'arcidiocesi di Cartagine.
Unico vescovo conosciuto di questa diocesi africana è Felice, che prese parte al sinodo riunito a Cartagine dal re vandalo Unerico nel 484, in seguito al quale venne esiliato.
Dal 1989 Pia è annoverata tra le sedi vescovili titolari della Chiesa cattolica; dal 17 dicembre 1990 l'arcivescovo, titolo personale, titolare è Osvaldo Padilla, già nunzio apostolico in Corea e Mongolia.

## Cronotassi

### Vescovi
- Felice † (menzionato nel 484)

### Vescovi titolari
- Osvaldo Padilla, dal 17 dicembre 1990